# Minnetonka Beach
Minnetonka Beach és una població dels Estats Units a l'estat de Minnesota. Segons el cens del tenia 614 habitants.

## Demografia
Segons el cens del 2000, Minnetonka Beach tenia 614 habitants, 215 habitatges, i 176 famílies. La densitat de població era de 455,9 habitants per km².
Dels 215 habitatges en un 42,3% hi vivien nens de menys de 18 anys, en un 75,3% hi vivien parelles casades, en un 3,7% dones solteres, i en un 17,7% no eren unitats familiars. En el 14,4% dels habitatges hi vivien persones soles el 5,6% de les quals corresponia a persones de 65 anys o més que vivien soles. El nombre mitjà de persones vivint en cada habitatge era de 2,86 i el nombre mitjà de persones que vivien en cada família era de 3,16.
Per edats la població es repartia de la següent manera: un 29,2% tenia menys de 18 anys, un 5,4% entre 18 i 24, un 20,7% entre 25 i 44, un 35,3% de 45 a 60 i un 9,4% 65 anys o més.
L'edat mediana era de 42 anys. Per cada 100 dones de 18 o més anys hi havia 87,5 homes.
La renda mediana per habitatge era de 150.912$ i la renda mediana per família de 168.868$. Els homes tenien una renda mediana de 100.000$ mentre que les dones 41.875$. La renda per capita de la població era de 91.844$. Entorn de l'1,8% de les famílies i el 2,7% de la població estaven per davall del llindar de pobresa.

## Poblacions més properes
El següent diagrama mostra les poblacions més properes.